# Lente (geometría)

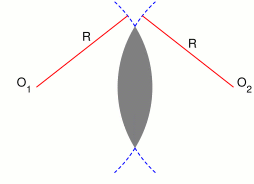
Una lente contenida entre dos arcos circulares de radio R, y centros en O _{1} y O _{2}

En geometría bidimensional, una lente es una región convexa delimitada por dos arcos circulares unidos entre sí en sus extremos. Para que esta forma sea convexa, ambos arcos deben curvarse hacia afuera (convexo-convexo). Esta forma se puede formar como la intersección de dos discos circulares. También se puede formar como la unión de dos segmentos circulares (regiones entre la cuerda de un círculo y el círculo mismo), unidos a lo largo de una cuerda común.

## Tipos

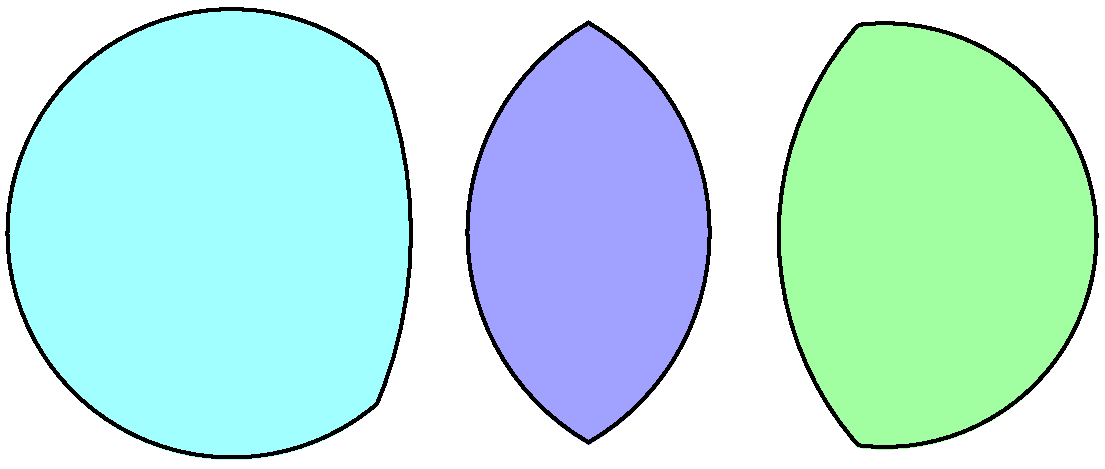
Ejemplo de dos lentes asimétricas (izquierda y derecha) y una lente simétrica (en el medio)

La Vesica piscis es la intersección de dos discos con el mismo radio, R, y con la distancia entre centros también igual a R.

Si los dos arcos de una lente tienen el mismo radio, se llama lente simétrica , de lo contrario, es lente asimétrica.
La vesica piscis es una forma de lente simétrica, formada por arcos de dos círculos cuyos centros se encuentran cada uno en el arco opuesto. Los arcos se encuentran en ángulos de 120° en sus extremos.

## Área
Simétrica
El área de una lente simétrica se puede expresar en términos del radio R y las longitudes de arco θ en radianes:
{\displaystyle A=R^{2}\left(\theta -\sin \theta \right).}
Asimétrica
El área de una lente asimétrica formada por círculos de radios R y r con distancia d entre sus centros es

{\displaystyle A=r^{2}\cos ^{-1}\left({\frac {d^{2}+r^{2}-R^{2}}{2dr}}\right)+R^{2}\cos ^{-1}\left({\frac {d^{2}+R^{2}-r^{2}}{2dR}}\right)-2\Delta }
donde 
{\displaystyle \Delta ={\frac {1}{4}}{\sqrt {(-d+r+R)(d-r+R)(d+r-R)(d+r+R)}}}
es el área de un triángulo con lados d , r y R .